# Requinyi Géza
Requinyi Géza (Pancsova, 1881. július 14. – Budapest, 1954. december 30.) magyar vegyészmérnök, borász, egyetemi tanár, a mezőgazdasági tudományok kandidátusa (1952).

## Életrajza
A budapesti műegyetemen szerzett vegyészmérnöki oklevelet 1903-ban. Ez évben kezdte munkásságát a Szőlő- és Borgazdasági Kísérleti Intézetben, majd 1943-tól 1952-ig a Kertészeti és Szőlészeti Főiskola borgazdasági tanszékének tanára. Ezután a Szőlészeti Kutató Intézetben tevékenykedett haláláig.

## Munkássága
Borkémiai és borbakteriológiai kutatásaival nemzetközi elismerést szerzett. Kísérleti beszámolói és szakközleményei a hazai és külföldi szaklapokban (német, francia) jelentek meg.

## Főbb munkái
- Borászati kémia (Budapest, 1935)
- A must erjedése és a bor bakteriológiája (Budapest, 1942)
- Borászat (Budapest, 1948)